# Andrew Bonar Law
Andrew Bonar Law (født 16. september 1858, død 30. oktober 1923) var britisk premierminister i 211 dage. Han er som den eneste premierminister i Storbritannien født uden for de britiske øer: i New Brunswick i Canada som søn af en presbyteriansk gejstlig af skotsk slægt.

## Karriere
Han fik sin højere skoleuddannelse i Glasgow, og der vandt han takket være en arv og personlig dygtighed en ledende stilling i jernindustrien. Fra forretningslivet gik han i modnere alder over i politik hjulpet frem af den klarhed og selvsikkerhed, hvormed han førte ordet for de ideer, han omfattede med urokkelig interesse: sammenholdet i det britiske imperium og, som et hjælpemiddel for dette, tilbagevenden til toldbeskyttelse. Hans stilfærdige påvirkning af det unionistiske parti, ja af selve imperialismens hovedmand, Joseph Chamberlain, har sikkert haft megen betydning; udadtil virkede han ikke blændende, og der har aldrig stået gny om hans navn. Fra 1900 var han med korte afbrydelser underhusmedlem. Under Ministeriet Balfour 1902—1905 var han handelsministeriets parlamentssekretær. I oktober 1911 valgtes han til "leder" af den unionistiske opposition i Underhuset; partiet kunne bedre enes om ham end om nogen af de forhenværende kabinetsmedlemmer, der syntes nærmere til denne førsteplads, men sammenligningen med forgængeren Balfour skadede ham en tid lang: hans evne til at argumentere og polemisere udfyldtes ikke af tilsvarende parlamentarisk erfaring eller instinkt, og trods sin personlige elskværdighed fik han ord for taktløshed og grovhed.
Under 1. verdenskrig blev der bedre plads til hans positive sider, pligtfølelse, loyalitet og praktiske forståelse. Da Asquith i maj 1915 rekonstruerede sit ministerium ved at optage oppositionsmedlemmer, blev Law koloniminister. Da Lloyd George i december 1916 dannede en helt ny koalitionsregering, blev han finansminister, Chancellor of the Exchequer, leder af Underhuset og medlem af det snævrere krigskabinet. Det var ham, der bandt unionisternes flertal til Lloyd George, og han fulgte sin tidligere bitre modstander med beundrende troskab. Også i Lloyd Georges nye kabinet fra januar 1919 fik Law plads (som seglbevarer, Lord Privy Seal), lige som han deltog i fredsforhandlingerne. Men efter 1. Verdenskrig trådte hans fantasiløse konservatisme frem som hovedegenskab, og i længden syntes han lidet egnet for løsning af de påtrængende opgaver, der knyttede sig til det ny demokrati, til Irland og til de ikke-selvstyrende kolonier. I marts 1921 meddeltes det, at han af helbredshensyn fratrådte kabinets- og lederstillingen. Sin underhusplads beholdt han dog, og i oktober 1922 bevirkede den stadig voksende mistillid til Lloyd George, at et stort flertal af dennes konservative tilhængere enedes om at styrte ham til fordel for Law. Som førsteminister opløste Law Underhuset og fik absolut flertal for sit parti ved valgene i november. Law fik kort efter diagnosen strubecancer og afløstes i maj 1923 af Baldwin, som han havde samarbejdsproblemer med. Han døde af cancer i 1923 i London.